# Заїченська волость
Заїченська волость — адміністративно-територіальна одиниця Зіньківського повіту Полтавської губернії з центром у селі Заїченці.
Станом на 1885 рік складалася з 28 поселень, 4 сільських громад. Населення — 7012 осіб (3425 чоловічої статі та 3587 — жіночої), 1295 дворових господарств.
|                     | Площа, десятин | У тому числі орної, дес. |
| ------------------- | -------------- | ------------------------ |
| Сільських громад    | 5410           | 3721                     |
| Приватної власності | 2418           | 1924                     |
| Іншої власності     | 79             | 79                       |
| Загалом             | 7907           | 5724                     |

Основні поселення волості станом на 1885:
- Заїченці — колишнє державне та власницьке село при ярі Безладовці за 30 верст від повітового міста, 1510 осіб, 293 двори, православна церква, школа, постоялий будинок, 2 лавки, 21 вітряний млин.
- Батьки — колишнє державне село при ярі Зезековий Берег, 2100 осіб, 515 дворів, православна церква, школа, 2 постоялих будинки, 2 лавки, базари по неділях, 3 ярмарки на рік, 25 вітряних млинів, 3 маслобійних заводи.
- Малі Будища — колишнє державне село при ярі Барабашів Яр, 1284 особи, 262 двори, православна церква, постоялий будинок, 11 вітряних млинів.

Старшинами волості були:
- 1900—1903 роках — Омельченко[2],[3];
- 1904—1907 роках — Сень[4],[5],[6];
- 1913 року — Федот Діодомидович Запорожець[7];
- 1915—1916 роках — Іван Михайлович Прасол[8],[9].